# Empoli Football Club 1969-1970
Questa voce raccoglie le informazioni riguardanti l'Empoli Football Club nelle competizioni ufficiali della stagione 1969-1970.

## Rosa
| N. |                   | Ruolo | Calciatore          |
| -- | ----------------- | ----- | ------------------- |
|    | Italia (bandiera) | D     | Mauro Agretti       |
|    | Italia (bandiera) | D     | Giuseppe Ardizzone  |
|    | Italia (bandiera) | A     | Sauro Bonetti       |
|    | Italia (bandiera) |       | Bruno               |
|    | Italia (bandiera) |       | Campi               |
|    | Italia (bandiera) |       | Cinelli             |
|    | Italia (bandiera) |       | Cipelli             |
|    | Italia (bandiera) | A     | Giovanni De Angelis |
|    | Italia (bandiera) | A     | Ferdinando Donati   |
|    | Italia (bandiera) | P     | Danilo Facchetti    |
|    | Italia (bandiera) | C     | Renato Faloppa      |

| N. |                   | Ruolo | Calciatore          |
| -- | ----------------- | ----- | ------------------- |
|    | Italia (bandiera) | C     | Massimo Fusi        |
|    | Italia (bandiera) | D     | Ernesto Gallo       |
|    | Italia (bandiera) | D     | Roberto Mensa       |
|    | Italia (bandiera) | D     | William Nascimbeni  |
|    | Italia (bandiera) | C     | Gianbattista Rigoni |
|    | Italia (bandiera) | A     | Gildo Rizzato       |
|    | Italia (bandiera) | A     | Silvio Rosa         |
|    | Italia (bandiera) | A     | Mario Rossi         |
|    | Italia (bandiera) | D     | Primo Serafini      |
|    | Italia (bandiera) | P     | Vincenzo Tortora    |
|    | Italia (bandiera) | A     | Gustavo Valeri      |